# Sabino (consular)
Sabino (em latim: Sabinus) foi um oficial romano do século IV, ativo durante o reinado do imperador Constâncio II (r. 337–361).

## Vida
Sabino era pai de dois filhos, que em 364 estudaram sob o sofista Libânio. Aparece pela primeira vez em 356/357, quando Libânio solicitou ao notário Espectato para assegurar-lhe a "forma mais brilhante" (σχημα λαμτρότερον) que suas habilidades mereciam. Partiu de Antioquia para Berito quando Estratégio Musoniano estava na Fenícia em 356, e talvez era advogado no tribunal do prefeito pretoriano. Em 358, foi nomeado governador (consular) da Síria e se sabe que estava ausente da capital quando Libânio escrevia a Monódia sobre Aristêneto em 358/359. Em 359, Sabino deixou Antioquia nebulosa e Libânio escreveu por ele para Atárbio. Em 359/360, quando foi demitido, teve problemas que foram resolvidos com ajuda de Mariades.